# Sofie Lene Bak
Sofie Lene Bak (født den 3. august 1973) er en dansk historiker.
Bak har været museumsinspektør ved Dansk Jødisk Museum,
og er lektor i historie på Saxo-Instituttet ved Københavns Universitet.
Hun har skrevet bøger og artikler, særligt om danske jøder under Besættelsen.

## Udvalgt bibliografi
- Sofie Lene Bak (2001), Jødeaktionen oktober 1943, København: Museum Tusculanums Forlag, ISBN 978-87-7289-651-9, Wikidata  Q135747950
- Sofie Lene Bak (2012), Da krigen var forbi, København: Gyldendal, ISBN 978-87-02-09255-4, Wikidata  Q135684333